# Hypsophrys nematopus
Espèce
Hypsophrys nematopus est une espèce de poissons d'eau douce de la famille des Cichlidae.